# 與魔共舞 (日本)
《與魔共舞》，是女性向作品制造商Rejet與人氣音樂製作品牌Elements Garden及avex初合作的一部以「歌」作為主題的作品。本作的故事舞台設立於名為「四皇學園」的學校，主要描寫女主人公立華律香與魔界的惡魔們之間充滿戲劇性的故事。《與魔共舞》由Rejet、Elements Garden和avex共同企劃項目，除卻動畫企劃，也同時展開遊戲企劃。在2015年2月9日舉辦的「Rejet新作发表会2015 ～Snow Virgin Road～」上宣布該企劃的第1彈、即同名電視動畫的制作决定。電視動畫于2015年10月7日首播，共12话，遊戲則於2016年3月24日正式發售。

## 故事大綱
一天，就讀於四皇學園的高中二年級學生，立華律香被學生會長‧鉤貫雷姆以疑似違反校規的名義召喚至僅許學生會成員出入的「第三圖書館」質詢，那是她和學生會成員的第一次邂逅。她主張自己的清白並離開圖書館。傍晚回到家裡的律香發現屋內一片狼藉，母親瑪莉亞也不知去向。謎樣男人緊接著襲擊律香，目的是為知曉和立華家族有相當淵源的謎之魔法書──「禁忌的魔導書」的去向，據聞得到此書能夠擁有支配世界的力量。正值此際，學生會長雷姆現身並且拯救了律香，但律香的母親仍不幸遭綁架。雷姆告知律香那些人是「學校內作惡魔崇拜的學生，他們的目的是搜尋那禁忌的魔導書。」
之後，律香再次造訪第三圖書館，並告訴雷姆其已逝的民俗學家祖父在輕井澤的家可能有線索，乃和雷姆兩人動身前往。當兩人抵達時，雷姆獨自前往屋內，卻發現已有人侵入並且將屋內弄得亂七八糟。事實上那些人並不是惡魔崇拜者，而是吸血鬼，他們放火想要燒毀屋子以逼迫律香交出情報，但因為雷姆使用力量保護律香是以行動失敗。回到學院後等待著兩人的是緊急回國的律香之兄‧林多。實際上學生會的成員也對禁忌的魔導書虎視眈眈，而他們的真實身分為──惡魔，而林多所在的驅魔師公會同時也在搜索著書的下落。
惡魔、吸血鬼、驅魔師──他們的行動全都圍繞著「禁斷的魔導書」，各種思緒以律香為中心開始轉動——是選擇成為人類，還是惡魔？這是個被魔所魅惑、被魔所爱的少女的物語。

## 登場人物

### 主要人物
立華律香（Tachibana Ritsuka，配音：茜屋日海夏  /  舞台劇形象演出：三浦宏規（初演）、中村慶潤（～D.C.～）、肝付瑠生（～Fermata～））
- 身高：156cm
- 種族：人類＆惡魔混血（禁忌的魔導書）
- 社團：美術部
- 興趣：油畫

本作的主人公，高中二年级，17歲，棕髮棕眼。極其普通的少女，和母亲一同生活。在十七歲生日之前被捲入「禁忌的魔導書」的爭奪戰之中，個性率直，行動派。
真實身分為魔王「瑪吉西斯」和人類(瑪麗亞，瑪爾塔之妹)之女，也就是禁忌的魔導書本身，若要取得魔導書的力量必須要一滴不剩地將其的血液吞噬殆盡，同時她也會喪命。
動畫中在最後使用禁忌的魔導書的力量正確找出奈斯塔的心臟所在處，並且親手終結其性命。
游戏中可以改名。
鉤貫雷姆（Kaginuki Rem，配音：齊藤壯馬 / 舞台劇演員：神永圭佑）
- 身高：185cm
- 體重：67kg
- 種族：惡魔（貴族）
- 社團：將棋部
- 興趣：將棋
- 生日：11月17日
- 武器：劍、火

四皇學園學生會長，高中三年級，金髮碧眼，代表動物為山羊頭。真實身分為惡魔六大貴族「阿隆德」一族的繼承人，本名「雷姆‧阿隆德」，為了尋找禁忌的魔導書而來到人界。學生會以外的一般人普遍認為其冷靜沉著，實際上本性殘酷無比，基本上保持著面癱，只有在戰鬥和極少機會之下才會面露笑顏，據說他成為學生會長之後校內風紀變得相當良好，據烏列所言是個努力家。超討厭香菇，能以高超的技巧使用筷子將壽司裡的香菇一點不剩地挑出，放在學生會桌上的將棋盤除了自己誰都不能觸碰，若是別人碰了會非常憤怒。
動畫版中為了將禁忌的魔導書得到手而將律香叫到第三圖書館，一反眾人所認為的冷酷無情，數度幫助律香並且逐漸被其所吸引。在最終話詢問律香是否願意和自己一起到魔界生活，並且尊重律香選擇以人類的身分和家人一起生活下去的選擇，留下一吻後和她分別。
立華林德（Tachibana Lindo，配音：羽多野涉、山本和臣（幼年時期1）、山村響（幼年時期2）/ 舞台劇演員：平牧仁（初演）、萩尾圭志（～D.C.～）、高野洸（～Fermata～））
- 身高：182cm
- 體重：64kg
- 種族：人類＆吸血鬼混血
- 生日：3月3日
- 興趣：料理、所有的家事
- 武器：刀、驅魔師的所有技能、吸血鬼之爪

律香的哥哥（血緣上是表哥），其母瑪爾塔病逝後由瑪利亞收養。高中三年級，18歲，紅髮翠眼，憤怒時雙眼會連同眼白成為血紅色。另外一個身分是驅魔師，以保護妹妹為唯一志願，對律香抱有超越親情的情愫，妹控。此外，另一個身分為人類（瑪爾塔，瑪麗亞之姊）和吸血鬼（吸血鬼之王奈斯塔）所生的混血種，因此除了驅魔師能使用的驅魔陣法以及聖水，也同時擁有吸血鬼的反應速度以及尖銳利爪可以用於戰鬥中。
故事一開始仍然在英國留學，因為母親及妹妹遭遇到危機而緊急回國。在對律香叮囑「絕對不可以再和雷姆有所牽連」的警告同時在心中堅定了要守護她的心意，因而轉入四皇學園。動畫中多次與雷姆發生爭鬥，但在最後選擇尊重律香的選擇，並且認定為這是唯一能夠守護妹妹的方法。
楚神烏列（Sogami Urie，配音：近藤隆 / 舞台劇演員：崎山つばさ（初演）、神里優希（～D.C.～）、山﨑晶吾（～Fermata～））
- 身高：178cm
- 體重：61kg
- 種族：惡魔（夢魔菁英）
- 生日：1月27日
- 社團：網球部
- 興趣：收集蝴蝶
- 武器：玫瑰花（花會長在敵人身上吸收其血肉）、長鞭

學生會副會長，高中三年級，金棕髮金眼，左夾鬢髮編成小辮子。制服是雪白軍裝，手中常備玫瑰花，對女性會使用「小蝴蝶」的稱呼，代表動物為蜘蛛。真實身分是惡魔，並且是魔界裡鼎鼎大名的菁英級夢魔，能力高強，善於交際，對外表現相當和善，和顏悅色。雷姆的青梅竹馬。非常受女性歡迎的性感男性，由於是夢魔，所以相當擅長甜言蜜語，以誘惑女性為樂。在學校有一間溫室，並將那裏稱作自己的「樂園」，時常與女學生們在那裏舉行茶會，同時相當珍愛溫室裡的植物，有閒暇時間都會親自照顧。
動畫中將律香單獨約出，並且嘗試誘惑其以得到禁忌的魔導書的下落，卻被雷姆打斷，將人救走。
南那城枚吉（Nanashiro Megi，配音：木村昴 / 舞台劇演員：吉岡佑）
- 身高：188cm
- 體重：72kg
- 種族：惡魔（前六大貴族，後因父親反抗失敗被魔王滅族到只剩下自己一人）
- 生日：8月13日
- 社團：田徑部
- 興趣：炫耀力量
- 武器：雷電（平時為黃色，認真時為紅藍混和）、野戰刀

學生會書記，高中三年級，螢綠色長髮金眼，頭髮上半部用草綠髮帶束成包頭，其餘隨意披散。平常穿著無袖襯衫，制服外套則是隨意披套在手臂上，肌肉結實，身高為學生會四人之中最高的，代表物為蛇。力量強大，自稱詞為「本大爺」，唯我獨尊類型，個性單純，很容易相信別人的話，時常被烏列的玩笑耍得團團轉。外表看似狂妄自大，但也有纯情温柔的一面。惡魔裡最為人性化的一位，在學校有相當多感情好的小弟，也會和小弟們約出去唱卡拉或是吃東西。
動畫中為了讓律香對自己沉迷繼而說出禁忌的魔導書的下落使用惡魔的能力帶她穿越各個國家，最後抱著她在海之上欣賞夕陽，卻因為律香的眼淚而驚慌失措，不小心失手而將人落入海中，慌慌張張地衝下去救人之後頭髮散開，兩人雙雙濕透，最後很認真地說了「對不起」。
棗坂志生（Natsumezaka Shiki，配音：平川大輔/ 舞台劇演員：安川純平）
- 身高：169cm
- 體重：52kg
- 種族：墮天使
- 生日：6月2日
- 社團：美術部
- 興趣：破壞
- 武器：羽毛、弓箭

學生會會計，三年級學生。真實身分是墮天使，由於殺了自己的天使好友而被天界放逐，身體裡同時也流淌著惡魔之血，紫髮紅眼，膚色蒼白，體型纖瘦，頭上有兩搓如惡魔尖角般的翹毛，代表動物是老鷹，擁有四片黑色翅膀。相當善變，令人永遠無法清楚知道他到底在想些什麼，性格病態到病嬌的地步，充斥著毀滅性，是斗Ｍ也是斗Ｓ，和羅恩相當不合，時常趁羅恩不注意拔或剪他的毛，因為同時也會被咬，所以本人任為這是一種痛快並受的消遣。意外的是美術部，但基本上是幽靈社員，不怎麼參與社團活動，甚至有謠言他會將社員畫好的畫破壞。因為留著天使的血，在魔界總是受到惡魔的排擠，一直在尋找自己的安身之地。我行我素，不會隨意親近人，被人畏懼著，但因為其美麗的外表還是有許多女性源源不絕地被吸引。喜歡睡覺，也喜歡繪畫，但不喜歡學習。
動畫裡用自己的能力幻化出美術館並且誘導律香進入，美術館中的畫作大多以律香的記憶為基礎，後梓奈前往救人卻不慎落敗，由於司體內流淌著天使之血，因此驅魔術法對其無效化。最後由於律香仍舊相信梓奈而對動搖律香失去興趣，將兩人傳送回學園。
羅恩（Roen，配音：鈴木達央（人類型態）、山本和臣（博美型態）/ 舞台劇演員：内藤大希）
- 身高：164cm
- 體重：51kg
- 種族：地獄看門犬·可魯貝洛斯
- 生日：4月8日
- 興趣：散步
- 武器：影子（可化為犬型吞食敵人影子，影子沒了就會死）、長槍

縱使不是學生會成員卻仍能進出第三圖書館的謎之學生。其真實身分為魔王瑪吉西斯所訓養的可魯貝洛斯，在阿隆德家主（雷姆的父親）將魔王打敗且封印之後被雷姆收養，平時利用博美犬的姿態自由進出第三圖書館。實際上仍然效忠於魔王，也在尋找著禁忌的魔導書，唯一的目的就是將被封印的魔王瑪吉西斯復活，為此能不擇手段、獻上一切，忠犬屬性。永遠笑臉迎人，因此無法猜透其心理，姿勢如執事般優雅俐落且恭敬。力量強大，身段柔軟，來去自如，是相當可怕的存在。
動畫中差點成功誘拐律香前去接見魔王，但被前來救人的雷姆打斷而以失敗收場。

### 其他人物
立華瑪麗亞（Tachibana Maria，配音：山村響）
律香和林多的母親，37歲，164cm，棕髮棕眼，有著美麗的外表，性格溫柔。擔任翻譯家的工作，一個人代替失蹤的丈夫撫養著兩個孩子，雖然想要過著平穩的生活，卻在魔導書的爭奪中被吸血鬼綁架。
葛葉梓奈（Kuzuha Azuna，配音：松田利冴）
律香的同學，同時也是她的閨密，161cm，金棕髮綠眼，個性樂觀開朗，相當值得信任。和林多一樣是驅魔師，決心從惡魔和吸血鬼的手中保護律香。
在動畫中為了保護律香而被傑奇殺死。
傑奇（Jieki，配音：鈴木裕斗）
長相妖媚，長髮粉眼，髮色在出任務時為墨綠中一縷粉，平時則是粉中一縷墨綠。性格暴躁，時常動手。吸血鬼的領導者，效忠著吸血鬼之王奈斯塔，同樣在尋找著禁忌的魔導書的下落。
動畫中在最後一集被林多打落，遭石像穿心而死。
律香、林多的爺爺（配音：山本兼平）
瑪麗亞已去世的父親、律香和林多已過世的爺爺，在故事開始一年前過世。歐洲民俗學的研究者，主要研究黑魔法及惡魔。教授林多民俗學並且引領其走上驅魔師道路，去世前留下了「守護家族」的遺言。
立華瑪爾塔（achubana Maruta，配音：佐藤奏美）
林多的親生母親，瑪麗亞的姊姊。在知曉自己的兒子是混血種之後長年情緒低落，最後因心臟病去世。
雷姆的父親（配音：森川智之）
詳細情報不明。只能知曉其顯現出的姿態為比雷姆還要大的巨大眼睛，命令兒子將禁忌的魔導書得到手，不允許失敗。將魔王瑪吉西斯打敗並且封印起來，目前統領著魔界。
吸血鬼之王·奈斯塔（Nesuta{配音：藤原啓治）
吸血鬼之王，為了得到比魔王瑪吉西斯更加強大的力量而尋找著禁忌的魔導書，甚至為了知道有關魔導書的情報而誘惑瑪爾塔，與瑪爾塔生下一子林多，但棄兩人於不顧。
動畫中意圖奪取魔導書但失敗，最終被律香以剪刀刺中隱藏於雕像中的心臟殺死。
魔王·瑪吉西斯（Magishisu）
魔王，也是律香的親生父親，被雷姆的父親打敗之後目前處於被封印的狀態，渴望得到禁忌的魔導書的力量。
推測應該是在動畫第六集中出現過一瞬間的短髮青年（看不見雙眼）。

## 作品中用語
四皇町
主人公立華律香所居住的懷古街道。通往都市中心的交通很便利，嫻靜的住宅街以四皇學園為中心向外擴散。
四皇學園
曾經是幕末私塾，深具歷史的學園。在其地面上除了英國風建築的巨大主要校舍外，還有講堂、網球場、溫室等，並且以這些充實的設施和安寧的環境自豪。也許正因如此，有很多良家子女來此就讀。也以學園祭舉辦得非常用心而聞名。
學生會
四皇學園學生會。現在由學生會長鉤貫雷姆、副會長楚神烏列、書記南那城梅吉和會計棗板司營運。由於獲得了獨自的預算以及自治機能，教師及學校根本無從插手。成員在外也受到學生們的憧憬，各自有著崇拜者。
第三圖書館
以壓倒性的藏書量自豪的四皇學園的廣大圖書館。學生會成員將其作為學生會辦公室使用，但除他們以外的學生出入受到限制，未經學生會成員同意不得擅自出入。
惡魔
原本是居住於魔界的存在，由於一年前突然出現的「禁忌的魔導書」而相繼來到人間。魔界當中持續著各勢力之間的爭鬥，但基本上下級惡魔是無法忤逆上級惡魔的。
吸血鬼
不會像人類一樣迎來死亡，在黑暗中長年生存的物種。被惡魔視為下等的存在，一直暗中策劃著奪取惡魔的勢力。
驅魔師
驅除諸如惡魔、吸血鬼一類黑暗生物的人們共同組織而成的名為驅魔師協會的團體。驅魔師會從協會那裡接受任務，並且被派遣到世界各地執行任務。
禁忌的魔導書
各勢力所追求的神祕魔導書，據說會在615年一度的滿月之夜發揮其真正的價值。

## 製作人員
- 原案：岩崎大介
- 原作：Grimoire编纂室
- 導演：佐山聖子
- 監督：吉村愛
- 系列構成：金春智子
- 角色原案：前田浩孝
- 角色設計：高品有桂
- 道具設計： 清水恵
- 總作畫監督：高品有桂、铃木真帆、小谷杏子
- 美術監督：諸熊倫子
- 色彩設計：大冢奈津子
- 攝影、3D：織田賴信
- 編集：池田康隆
- 音響監督：長崎行男
- 音樂：Elements Garden（藤田淳平、Evan Call）
- 音樂制作：DIVE II entertainment
- 音樂制作人：藤田淳平
- 制作人：田中宏幸、细谷博子、麻生一宏、福田顺、金庭こず恵
- 動畫制作人；齋藤彌生
- 動畫制作：Brain's Base
- 制作：Dance with Devils制作委員會

## 主題歌
片頭曲
作詞：Daisuke Iwasaki，作曲、編曲：藤田淳平，演唱：羽多野涉
也當作动画第1話片尾使用。
片尾曲

作詞：Daisuke Iwasaki，作曲、編曲：藤田淳平、演唱：PENTACLE★（（齊藤壮馬）、（羽多野涉）、（近藤隆）、（木村昴）、（平川大輔））
第1話未使用。
插入歌
（第1話）
作詞 - 金春智子 / 作曲・編曲 - Evan Call / 歌 - Grimoire ensemble
「風の予感」（第1話）
作詞 - 金春智子 / 作曲 - 藤田淳平 / 編曲 - Evan Call / 歌 - 立華リツカ（茜屋日海夏）
「我ら四皇學園生徒会」（第1話）
作詞 - 金春智子 / 作曲・編曲 - 藤田淳平 / 歌 - 四皇學園生徒会（齊藤壮馬、近藤隆、木村昴、平川大輔）
「我が名はレム・アーロンド」（第2話）
作詞 - 金春智子 / 作曲・編曲 - 喜多智弘 / 歌 - 鉤貫レム（齊藤壮馬）
「風の予感 Acoustic」（第3話）
作詞 - 金春智子 / 作曲 - 藤田淳平 / 編曲 - Evan Call / 歌 - 立華リツカ（茜屋日海夏）
「夜は明けない」（第3話）
作詞 - 中瀬理香 / 作曲・編曲 - 藤田淳平 / 歌 - Grimoire ensemble
「誘惑❤︎amor」（第3話）
作詞 - 中瀬理香 / 作曲・編曲 - Evan Call / 歌 - 楚神ウリエ（近藤隆）
「Dance with Destinies Overture」（第4話）
作詞 - 中瀬理香 / 作曲・編曲 - 藤田淳平 / 歌 - 立華リツカ（茜屋日海夏）、鉤貫レム（齊藤壮馬）、立華リンド（羽多野涉）
「君だけの守護騎士（エクソシスト）」（第4話）
作詞 - 中瀬理香 / 作曲・編曲 - 藤田淳平 / 歌 - 立華リンド（羽多野涉）
「VANQUISH」（第5話）
作詞 - 内海照子 / 作曲・編曲 - Evan Call / 歌 - 南那城メィジ（木村昴）
「憐憫 揺籃歌」（第6話）
作詞 - 吉村愛 / 作曲・編曲 - 喜多智弘 / 歌 - 棗坂シキ（平川大輔）
「ワタクシは忠実な犬です。」（第7話）
作詞 - 中瀬理香 / 作曲 - 藤田淳平 / 編曲 - Evan Call / 歌 - ローエン（鈴木達央）
「いつか夢で見た場所へ」（第8話）
作詞 - 金春智子 / 作曲・編曲 - Evan Call / 歌 - 立華リツカ（茜屋日海夏）、鉤貫レム（齊藤壮馬）
「KETTO 〜譲れない、せめぎ愛〜」（第9話）
作詞 - 内海照子 / 作曲・編曲 - 藤田淳平 / 歌 - 鉤貫レム（齊藤壮馬）、立華リンド（羽多野涉）
「EMOLIAR」（第10話）
作詞 - 吉村愛 / 作曲・編曲 - Evan Call / 楚神ウリエ（近藤隆）、南那城メィジ（木村昴）、棗坂シキ（平川大輔）
「闇の花嫁 Reprise」（第11話）
作詞 - 金春智子 / 作曲・編曲 - Evan Call / 歌 - Grimoire ensemble
「Crazy about you」（第11話）
作詞 - 中瀬理香 / 作曲・編曲 - 藤田淳平 / 歌 - Grimoire all star cast（齊藤壮馬、羽多野涉、近藤隆、木村昴、平川大輔、鈴木達央）
「Dance with Destinies」（第12話）
作詞 - 金春智子 / 作曲・編曲 - 藤田淳平 / 歌 - 立華リツカ（茜屋日海夏）、鉤貫レム（齊藤壮馬）、立華リンド（羽多野涉）

## 各話故事
| 話数     | 标题                   | 剧本       | 原画       | 演出     | 作画監督                                                                               | 总作画监督         |
| -------- | ---------------------- | ---------- | ---------- | -------- | -------------------------------------------------------------------------------------- | ------------------ |
| 第一幕   | 顛倒與禁忌的卡德利爾舞 | 金春智子   | 吉村愛     | 吉村愛   | 徳田夢之介、福世真奈美、鈴木真帆、松尾亜希子、小谷杏子、前澤弘美、川村夏生、佐久間康子 | 高品有桂、鈴木真帆 |
| 第二幕   | 迷茫與秘密的吉魯巴     | 金春智子   | 吉村愛     | 三上喜子 | 齊藤美香                                                                               | 高品有桂、小谷杏子 |
| 第三幕   | 熱情與誘惑的探戈       | 中瀬理香   | 川口敬一郎 | 芸利古男 | 高原修司、一ノ瀬結梨                                                                   | 高品有桂、鈴木真帆 |
| 第四幕   | 孤獨與哀愁的包列羅舞   | 中瀬理香   | 松尾衡     | 吉村愛   | 三島千枝、齊藤郁実、森悦史、苗木陽子、袖山麻美、坂本千代子                             | 高品有桂、小谷杏子 |
| 第五幕   | 獨尊與衝動的Breaking   | 内海照子   | 三上喜子   | 三上喜子 | 伊勢奈央子、前澤弘美、徳田夢之介                                                       | 鈴木真帆           |
| 第六幕   | 追憶與迷宮的法蘭多爾舞 | 横手美智子 | 松本淳     | 福本潔   | 今里佳子、安田祥子、橋本真希                                                           | 小谷杏子           |
| 第七幕   | 幻想與純真的雙人芭蕾   | 中瀬理香   | 篠原俊哉   | 工藤利春 | 高野やよい、高野ゆかり、香田知樹                                                       | 鈴木真帆           |
| 第八幕   | 短暫的華爾滋           | 金春智子   | 清水久敏   | 清水久敏 | 松下郁子、本多みゆき、高原修司                                                         | 小谷杏子           |
| 第九幕   | 秘密與事與願違的戰吼   | 内海照子   | 寺東克己   | 三上喜子 | 齊藤美香                                                                               | 鈴木真帆           |
| 第十幕   | 慾望與虛偽的塔朗泰拉   | 横手美智子 | 藤森カズマ | 福本潔   | 山村俊了、橋本真希、黒岩園加、安田祥子、清水勝祐、白川茉莉、櫻井拓郎                   | 小谷杏子           |
| 第十一幕 | 漆黑與紅蓮的森巴       | 中瀬理香   | 高橋秀弥   | 高橋秀弥 | 徳田夢之介、小宮山由美子、猿渡聖加                                                     | 鈴木真帆           |
| 第十二幕 | 終結與起始的歌劇       | 金春智子   | 藤森カズマ | 吉村愛   | 荒木弥緒、一ノ瀬結梨、小谷杏子、宗崎暢芳、しんぼたくろう                               | 小谷杏子           |

## 播放電視台
| 放送期間                   | 放送時間       | 放送局                           | 対象地域                         | 2015年10月7日 - 12月23日         |
| -------------------------- | -------------- | -------------------------------- | -------------------------------- | -------------------------------- |
| 星期三 23:30 - 星期四 0:00 | TOKYO MX       | 東京都                           | 2015年10月9日 - 12月25日         | 星期五 1:30 - 2:00（星期四深夜） |
| サンテレビ                 | 兵庫県         | 2015年10月12日 - 12月28日        | 星期一 0:30 - 1:00（星期日深夜） | BSフジ                           |
| 日本全域                   | 2016年4月3日 - | 星期日 0:00 - 0:30（星期四深夜） | AT-X                             | 日本全域 リピート放送あり        |
|                            |                |                                  |                                  |                                  |

| 放送期間                       | 放送時間                      | 配信元                    | 備考                           | 2015年10月7日 - 12月23日       |
| ------------------------------ | ----------------------------- | ------------------------- | ------------------------------ | ------------------------------ |
| 星期三 23:30 - 星期四 0:00     | ニコニコ生放送                |                           | 2015年10月8日 - 12月24日       | 星期四 0:00（星期三深夜） 更新 |
| ニコニコチャンネル             | 第1話免費、第2話以後1週內免費 | 2015年10月15日 - 12月31日 | 星期四 0:00（星期三深夜） 更新 | GYAO!                          |
| 第1話免費、第2話以後一周內免費 | 2015年10月16日 - 2016年1月1日 | 星期五 12:00 更新         | バンダイチャンネル             | 第1話免費、付費會員可全部觀賞  |

## 相關商品

### BD/DVD
| 卷 | 發售日            | 收錄話數        | 標準編號     | 標準編號      |
| 卷 | 發售日            | 收錄話數        | BD初回版     | DVD初回版     |
| -- | ----------------- | --------------- | ------------ | ------------- |
| 1  | 2015年12月25日    | 第1話 - 第2話   | EYXA-10697/B | EYＢA-10691/B |
| 2  | 2016年1月22日     | 第3話 - 第4話   | EYXA-10698/B | EYＢA-10692/B |
| 3  | 2016年2月19日     | 第5話 - 第6話   | EYXA-10699/B | EYＢA-10693/B |
| 4  | 2016年3月18日     | 第7話 - 第8話   | EYXA-10700/B | EYＢA-10694/B |
| 5  | 2016年4月22日     | 第9話 - 第10話  | EYXA-10701/B | EYＢA-10695/B |
| 6  | 2016年5月20日預定 | 第11話 - 第12話 | EYXA-10702/B | EYＢA-10696/B |

### CD
| 發售日         | 標題                                             | 標準編號                           |
| -------------- | ------------------------------------------------ | ---------------------------------- |
| 2015年10月21日 | マドモ★アゼル                                    | EYCA-10580 (CD+DVD)EYCA-10581 (CD) |
| 2015年10月28日 | キャラクターシングル1 鉤貫レム                   | EYCA-10607                         |
| 2015年11月4日  | キャラクターシングル2 楚神ウリエ                 | EYCA-10608                         |
| 2015年11月11日 | キャラクターシングル3 立華リンド                 | EYCA-10609                         |
| 2015年11月18日 | キャラクターシングル4 南那城メィジ               | EYCA-10610                         |
| 2015年11月25日 | キャラクターシングル5 棗坂シキ                   | EYCA-10611                         |
| 2015年12月2日  | キャラクターシングル6 ローエン                   | EYCA-10612                         |
| 2015年12月25日 | ミュージカルコレクション「Dance with Destinies」 | EYCA-10613                         |

## 漫畫版
漫畫《Dance with Devils -Blight-》（ダンス ウィズ デビルス ブライト）於月刊《月刊GFantasy》2015年10月號(9月18日發售)開始連載。作畫為七都サマコ。女主角仍為立華律香，但和動畫版不同的是，漫畫版中的男性角色主要為棗板司。漫畫忠實還原了動畫版中的角色特色。

## 遊戲版
PlayStation Vita版本於2016年3月24日發售，有通常版、限定版、Animate版和下載版。
遊戲中共有六名角色可攻略，分別為鉤貫雷姆、立華林多、楚神烏列、棗板四季、南那城梅吉以及羅恩，其中羅恩為隱藏角色，需先攻略鉤貫雷姆或立華林多任一結局才能攻略。
攻略分岔分別為人類＆惡魔，人類路線及惡魔路線又各自分成兩支，也就是一個角色共會有四個結局，一個角色共會有１９張ＣＧ（１８張＋１張特典，特典達成任一結局即可獲得）。
遊戲除了女主角立華律香皆有角色配音。

## 舞台劇版
同名舞台劇在2016年3月於東京AiiA Theater Tokyo上演。
同名ミュージカル舞台作品として、2016年3月にAiiA 2.5 Theater Tokyoで上演。編劇和導演由三浦香擔任。在音樂劇版本立華律香並未出場。演員詳見「登場人物」。

## Web Radio
網路廣播《四皇學園第三放送室》自2015年11月20日起在Animate TV播放，隔周五更新，主持人是齊藤壯馬和羽多野涉。 

## 外部連結
- ON AIR （页面存档备份，存于）TVアニメ「Dance with Devils」公式ウェブサイト. 2015年9月5日閲覧。（日語）